# Jochköpfl
Jochköpfl (italienska: Corno del Passo[källa behövs]) är ett berg i Österrike. Det ligger i distriktet Imst och förbundslandet Tyrolen, i den västra delen av landet. Toppen på Jochköpfl är 3 141 meter över havet, eller 428 meter över den omgivande terrängen.
Den högsta punkten i närheten är Zuckerhütl, 3 507 meter över havet, 5,4 km nordost om Jochköpfl.
Trakten runt Jochköpfl består i huvudsak av kala bergstoppar och isformationer.